# Otto Kleemann (General)
Otto Kleemann (* 4. September 1822 in Cham; † 29. Juni 1902 in München) war ein bayerischer Generalmajor, Direktor der Kriegsakademie und Militärschriftsteller.

## Leben
Kleemann war der Sohn eines Rentbeamten. Nach dem Besuch des Kadettenkorps in München trat er am 26. Juni 1841 als Freiwilliger in die 1. Sappeur-Kompanie der Bayerischen Armee ein, war ab Januar 1844 Führer bei der Mineur-Kompanie und wurde Anfang Mai 1844 Junker im Ingenieurkorps. Zum 6. Mai 1844 trat er zur 1. Genie-Direktion über und avancierte am 1. Januar 1845 Unterleutnant extra statum. Ab Juni 1848 fungierte Kleemann als Bataillonsadjutant im Genie-Regiment und stieg im Oktober 1849 zum Oberleutnant sowie zum Regimentsadjutanten auf. In Würdigung seiner Dienste wurde ihm am 1. Januar 1857 das Ritterkreuz I. Klasse des Verdienstordens vom Heiligen Michael verliehen.
Ende Februar 1858 stieg Kleemann zum Hauptmann I. Klasse auf und war vom 1. Dezember 1861 bis zum 11. Mai 1866 als Lehrer für Befestigung und Festungskrieg an der Artillerie- und Genie-Schule sowie am Kadettenkorps tätig. Für die Dauer des Krieges gegen Preußen war er 1866 dem Gouvernement der Bundesfestung Mainz zur Dienstleistung zugeteilt, wurde Mitte Juni Major und Anfang Oktober 1866 zur Wiederübernahme der Lehrstellen an der Artillerie- und Genieschule sowie am Kadettenkorps beordert. Daran schloss sich am 7. Februar 1867 seine Verwendung als Kommandant der Artillerie- und Genieschule an. Zugleich wirkte Klemann als Mitglied der Oberstudien- und Examinationskommission. Bei der Mobilmachung anlässlich der Krieges gegen Frankreich wurde Kleemann zunächst am 16. Juli 1870 Genie-Kommandant bei der General-Etappen-Inspektion und fungierte vom 20. Dezember 1870 bis zum 20. Mai 1871 als Stabschef der Inspektion.
Ausgezeichnet mit dem Eisernen Kreuz II. Klasse wurde Kleemann am 29. Juli 1871 Oberstleutnant und extra statum des Generalquartiermeisterstabes zum Kommandanten der Kriegsakademie in München ernannt. Während seiner 18-jährigen Dienstzeit wurde die Bezeichnung Kommandant in Direktor umgeändert und diese Stelle am 22. August 1879 als eigener Stabsoffizierdienstposten eingerichtet. Unter Belassung in seiner Stellung bei der Kriegsakademie stieg Kleemann am 4. Dezember 1874 zum Oberst und Abteilungschef der Generalstabsabteilung auf. Am 13. August 1879 erhielt er den Charakter als Generalmajor und wurde Ende Dezember 1882 mit dem Komtur des Militärverdienstordens ausgezeichnet. Anlässlich seines 50-jährigen Dienstjubiläums verlieh ihm Prinzregent Luitpold das Ehrenkreuz des Ludwigsordens, bevor er am 1. März 1889 aus Altersgründen mit Pension seinen erbetenen Abschied erhielt.
Kleemann war verheiratet und Vater von fünf Kindern.

## Schriften
- Ausrüstung für den Dienst der k. b. Genietruppen. Zeichnungen der einzelnen Werkzeuge, Geräthe und Wägen nebst kurzen Bemerkungen hiezu. Ingolstadt 1856. (Digitalisat)
- Die bestaendige Befestigung und der Festungskrieg.

- 1. Theil: Geschichtliches. München 1865. (Digitalisat)
- 2. Theil: Moderne Befestigung. München 1867. (Digitalisat)
- 3. Theil: Angriff fester Plaetze. München 1868. (Digitalisat)
- 4. Theil: Vertheidigung fester Plaetze. München 1869 (Digitalisat)

- Geschichte der Festung Ingolstadt bis zum Jahre 1815. Im Auftrage des Chefs des Generalstabes der K. B. Armee. Theodor Riedel, München 1883. (Digitalisat)
- Die Grenzbefestigungen im Kurfürstenthume Bayern zur Zeit des Spanischen Erbfolge-Krieges. Wolf & Sohn, München 1885. (Digitalisat)
- Die Befestigungen Alt-Münchens. Buchner, Bamberg 1890.